# 朱麟祺
朱麟祺（1817年—1853年），字臥雲，江蘇六合縣人。清朝政治人物。

## 生平
朱麟祺十七歲進學成諸生，專心鑽研經世之學，且文武兼備，善技擊，通兵法。道光十九年（1839年）己亥科鄉試中舉人，道光二十七年（1847年）丁未科會試中式，殿試位列三甲第四十一名，賜同進士出身。與其同年者有張之萬、徐樹銘、李鴻章、沈葆楨、馬新貽等人，後皆成名臣。朝考後，麟祺未入翰林，直接被授予刑部主事一職。
咸豐三年（1853年）春，太平軍縱橫於長江下游，刑部侍郎吕贤基奉命赴安徽籌辦團練，并奏請朱麟祺同行幫辦。三月，朱麟祺到達安徽，納降淮河以北捻軍數百人為部下。八月，太平軍再陷安慶，呂賢基退守舒城、桐城一帶。麟祺獻計扼守白沙嶺，以逸待勞，不被採納。九月，太平軍石達開部攻破桐城，麟祺率軍救援，趕赴舒城，呂賢基派總兵恒興共同出戰。不久，追剿敵軍前鋒至北峡關，與敵主力萬余人遭遇，恒興逃遁，麟祺及所部數百人戰死。其事上聞，朝廷降詔撫恤，設立專祠祭祀，并賜世襲雲騎尉。同治六年（1867年），奉旨諡武毅。